# Record du monde de natation messieurs du 200 mètres papillon
Progression du record du monde de natation sportive messieurs pour l'épreuve du 200 mètres papillon en bassin de 50, 25 mètres et 25 yards

## Bassin de 50 mètres
| Temps             | Athlète          | Naissance | Âge | Nationalité          | Compétition                         | Lieu                | Date              |
| ----------------- | ---------------- | --------- | --- | -------------------- | ----------------------------------- | ------------------- | ----------------- |
| 2 min 21 s 6      | Jiro Nagasawa    |           |     | Japon                |                                     | Tokyo               | 17 septembre 1954 |
| 2 min 20 s 8      | Takashi Ishimoto |           |     | Japon                |                                     | Tokyo               | 1er octobre 1955  |
| 2 min 19 s 3      | Jiro Nagasawa    |           |     | Japon                |                                     | New Haven           | 14 mars 1956      |
| 2 min 16 s 7      | William Yorzyk   |           |     | États-Unis           |                                     | Winchendon          | 14 avril 1956     |
| Nouveau règlement |                  |           |     |                      |                                     |                     |                   |
| 2 min 19 s 0      | Michael Troy     | 1940      | 19  | États-Unis           |                                     | Los Altos           | 11 juillet 1959   |
| 2 min 16 s 4      | Michael Troy     | 1940      | 19  | États-Unis           |                                     | Los Altos           | 11 juillet 1959   |
| 2 min 15 s 0      | Michael Troy     | 1940      | 19  | États-Unis           |                                     | Evansville          | juillet 1959      |
| 2 min 13 s 4      | Michael Troy     | 1940      | 20  | États-Unis           |                                     | Toledo              | 23 juillet 1960   |
| 2 min 13 s 2      | Michael Troy     | 1940      | 20  | États-Unis           |                                     | Détroit             | 4 août 1960       |
| 2 min 12 s 8      | Michael Troy     | 1940      | 20  | États-Unis           |                                     | Rome                | 2 septembre 1960  |
| 2 min 12 s 6      | Carl Robie       | 1945      | 16  | États-Unis           |                                     | Los Angeles         | 19 août 1961      |
| 2 min 12 s 5      | Kevin Berry      | 1945      | 17  | Australie            |                                     | Melbourne           | 20 février 1962   |
| 2 min 12 s 4      | Carl Robie       | 1945      | 17  | États-Unis           |                                     | Cuyahoga Falls      | 11 août 1962      |
| 2 min 10 s 8      | Carl Robie       | 1945      | 17  | États-Unis           |                                     | Cuyahoga Falls      | 11 août 1962      |
| 2 min 09 s 7      | Kevin Berry      | 1945      | 17  | Australie            |                                     | Melbourne           | 23 octobre 1962   |
| 2 min 08 s 4      | Kevin Berry      | 1945      | 18  | Australie            |                                     | Sydney              | 12 janvier 1963   |
| 2 min 08 s 2      | Carl Robie       | 1945      | 18  | États-Unis           |                                     | Tokyo               | 18 mars 1963      |
| 2 min 06 s 9      | Kevin Berry      | 1945      | 19  | Australie            |                                     | Sydney              | 23 mars 1964      |
| 2 min 06 s 6      | Kevin Berry      | 1945      | 19  | Australie            |                                     | Tokyo               | 18 octobre 1964   |
| 2 min 06 s 4      | Mark Spitz       | 1950      | 17  | États-Unis           |                                     | Winnipeg            | 26 juillet 1967   |
| 2 min 06 s 4      | Mark Spitz       | 1950      | 17  | États-Unis           |                                     | Oak Park            | 12 août 1967      |
| 2 min 06 s 0      | John Ferris      |           |     | États-Unis           |                                     | Tokyo               | 30 août 1967      |
| 2 min 05 s 7      | Mark Spitz       | 1950      | 17  | États-Unis           |                                     | Berlin-Ouest        | 8 octobre 1967    |
| 2 min 05 s 4      | Mark Spitz       | 1950      | 20  | États-Unis           |                                     | Los Angeles         | 22 août 1970      |
| 2 min 05 s 0      | Gary Hall        | 1951      | 19  | États-Unis           |                                     | Los Angeles         | 22 août 1970      |
| 2 min 03 s 9      | Mark Spitz       | 1950      | 21  | États-Unis           |                                     | Houston             | 27 août 1971      |
| 2 min 03 s 9      | Mark Spitz       | 1950      | 21  | États-Unis           |                                     | Houston             | 27 août 1971      |
| 2 min 03 s 3      | Hans Fassnacht   |           |     | Allemagne de l'Ouest |                                     | Landskrona          | 31 août 1971      |
| 2 min 01 s 87     | Mark Spitz       | 1950      | 22  | États-Unis           |                                     | Chicago             | 2 août 1972       |
| 2 min 01 s 53     | Mark Spitz       | 1950      | 22  | États-Unis           |                                     | Chicago             | 2 août 1972       |
| 2 min 00 s 70     | Mark Spitz       | 1950      | 22  | États-Unis           | Jeux olympiques                     | Munich              | 28 août 1972      |
| 2 min 00 s 21     | Roger Pyttel     |           |     | Allemagne de l'Ouest | Championnats d'Allemagne de l'Ouest | Berlin-Ouest        | 3 juin 1976       |
| 1 min 59 s 63     | Roger Pyttel     |           |     | Allemagne de l'Ouest | Championnats d'Allemagne de l'Ouest | Berlin-Ouest        | 3 juin 1976       |
| 1 min 59 s 23     | Michael Bruner   |           |     | États-Unis           | Jeux olympiques                     | Montréal            | 18 juillet 1976   |
| 1 min 58 s 21     | Craig Beardsley  |           |     | États-Unis           | Championnats USA (s)                | Irvine              | 30 juillet 1980   |
| 1 min 58 s 01     | Craig Beardsley  |           |     | États-Unis           | Duel USA/URSS                       | Kiev                | 22 août 1981      |
| 1 min 57 s 05     | Michael Gross    | 1964      | 19  | Allemagne de l'Ouest | Championnats d'Europe               | Rome                | 26 août 1983      |
| 1 min 57 s 04     | Jon Sieben       |           |     | Australie            | Jeux olympiques                     | Los Angeles         | 3 août 1984       |
| 1 min 57 s 01     | Michael Gross    | 1964      | 21  | Allemagne de l'Ouest | Championnats d'Allemagne de l'Ouest | Wuppertal           | 29 juin 1985      |
| 1 min 56 s 65     | Michael Gross    | 1964      | 21  | Allemagne de l'Ouest | Championnats d'Europe               | Sofia               | 10 août 1985      |
| 1 min 56 s 24     | Michael Gross    | 1964      | 22  | Allemagne de l'Ouest | Championnats d'Allemagne de l'Ouest | Hanovre             | 28 juin 1986      |
| 1 min 55 s 69     | Melvin Stewart   | 1968      | 23  | États-Unis           | Championnats du monde               | Perth               | 12 janvier 1991   |
| 1 min 55 s 22     | Denis Pankratov  | 1974      | 21  | Russie               | Mare Nostrum                        | Canet-en-Roussillon | 14 juin 1995      |
| 1 min 55 s 18     | Tom Malchow      | 1977      | 23  | États-Unis           | Ultraswim Invitation                | Charlotte           | 17 juin 2000      |
| 1 min 54 s 92     | Michael Phelps   | 1985      | 15  | États-Unis           | Championnats USA                    | Austin              | 30 mars 2001      |
| 1 min 54 s 58     | Michael Phelps   | 1985      | 16  | États-Unis           | Championnats du monde               | Fukuoka             | 24 juillet 2001   |
| 1 min 53 s 93     | Michael Phelps   | 1985      | 18  | États-Unis           | Championnats du monde (d)           | Barcelone           | 22 juillet 2003   |
| 1 min 53 s 80     | Michael Phelps   | 1985      | 21  | États-Unis           | Championnats pan-pacifiques         | Victoria            | 17 août 2006      |
| 1 min 53 s 71     | Michael Phelps   | 1985      | 21  | États-Unis           | Missouri grand prix                 | Columbia            | 17 février 2007   |
| 1 min 52 s 09     | Michael Phelps   | 1985      | 22  | États-Unis           | Championnats du monde (f)           | Melbourne           | 28 mars 2007      |
| 1 min 52 s 03     | Michael Phelps   | 1985      | 23  | États-Unis           | Jeux olympiques (f)                 | Pékin               | 13 août 2008      |
| 1 min 51 s 51     | Michael Phelps   | 1985      | 24  | États-Unis           | Championnats du monde (f)           | Rome                | 29 juillet 2009   |
| 1 min 50 s 73     | Kristóf Milák    | 2000      | 19  | Hongrie              | Championnats du monde (f)           | Gwangju             | 24 juillet 2019   |
| 1 min 50 s 34     | Kristóf Milák    | 2000      | 22  | Hongrie              | Championnats du monde (f)           | Budapest            | 21 juin 2022      |

## Bassin de 25 mètres
| Temps         | Athlète           | Naissance | Âge | Nationalité          | Compétition                  | Lieu              | Date              |
| ------------- | ----------------- | --------- | --- | -------------------- | ---------------------------- | ----------------- | ----------------- |
| 1 min 56 s 20 | Michael Groß      | 1964      |     | Allemagne de l'Ouest |                              |                   |                   |
| 1 min 56 s 18 | Michael Groß      | 1964      | 17  | Allemagne de l'Ouest | Coupe d'Europe               |                   | 1981              |
| -----         |                   |           |     |                      |                              |                   |                   |
| 1 min 54 s 78 | Michael Groß      | 1964      | 21  | Allemagne de l'Ouest | Festival Arena               | Bonn              | février 1985      |
| -----         |                   |           |     |                      |                              |                   |                   |
| 1 min 54 s 67 | Franck Esposito   | 1971      | 21  | France               |                              |                   | 1992              |
| 1 min 54 s 58 | Danyon Loader     | 1975      | 18  | Nouvelle-Zélande     |                              |                   | 1993              |
| 1 min 54 s 50 | Danyon Loader     | 1975      | 18  | Nouvelle-Zélande     |                              |                   | 1993              |
| 1 min 54 s 21 | Danyon Loader     | 1975      | 18  | Nouvelle-Zélande     |                              |                   | 1993              |
| 1 min 53 s 05 | Franck Esposito   | 1971      | 23  | France               | Coupe du monde               | Paris             | 26 mars 1994      |
| 1 min 52 s 64 | Denis Pankratov   | 1974      | 23  | Russie               | Coupe du monde               | Gelsenkirchen     | février 1997      |
| 1 min 51 s 76 | James Hickman     | 1976      | 22  | Royaume-Uni          | Coupe du monde               | Paris             | 28 mars 1998      |
| 1 min 51 s 58 | Franck Esposito   | 1971      | 30  | France               | Championnats interclubs      | Antibes           | 14 janvier 2001   |
| 1 min 51 s 21 | Thomas Rupprath   | 1977      | 24  | Allemagne            | Championnats d'Allemagne (f) | Rostock           | 1er décembre 2001 |
| 1 min 50 s 73 | Franck Esposito   | 1971      | 31  | France               | Championnats interclubs      | Antibes           | 8 décembre 2002   |
| 1 min 50 s 60 | Nikolay Skvortsov | 1984      | 24  | Russie               | Championnats d'Europe (f)    | Rijeka            | 13 décembre 2008  |
| 1 min 50 s 53 | Nikolay Skvortsov | 1984      | 25  | Russie               | Championnats de Russie       | Saint-Pétersbourg | 12 février 2009   |
| 1 min 49 s 11 | Kaio Almeida      | 1984      | 25  | Brésil               | Coupe du monde (f)           | Stockholm         | 10 novembre 2009  |
| 1 min 49 s 04 | Chad le Clos      | 1992      | 21  | Afrique du Sud       | Coupe du monde (f)           | Eindhoven         | 7 août 2013       |
| 1 min 48 s 56 | Chad le Clos      | 1992      | 21  | Afrique du Sud       | Coupe du monde (f)           | Singapour         | 5 novembre 2013   |
| 1 min 48 s 24 | Daiya Seto        | 1994      | 24  | Japon                | Championnats du monde (f)    | Hangzhou          | 11 décembre 2018  |
| 1 min 46 s 85 | Tomoru Honda      | 2001      | 20  | Japon                | Championnats du Japon (f)    | Tokyo             | 22 octobre 2022   |

## Bassin de 25 yards
| Temps         | Athlète        | Naissance | Âge | Nationalité | Compétition                  | Lieu      | Date        |
| ------------- | -------------- | --------- | --- | ----------- | ---------------------------- | --------- | ----------- |
| 1 min 39 s 70 | Michael Phelps | 1985      | 21  | États-Unis  | Championnats des États-Unis  | Austin    | 3 mars 2006 |
| 1 min 39 s 65 | Michael Phelps | 1985      | 25  | États-Unis  | Maryland State Championships | Annapolis | 7 mars 2010 |